# 千成堂
株式会社千成堂(せんなりどう)は、熊本県上益城郡益城町に本社を置く日本の豆菓子メーカーである。

## 沿革
- 1946年（昭和21年）6月 - 熊本県熊本市安政町にて落花生製造販売業を開業。
- 1949年（昭和24年） - 熊本県熊本市木戸組町（現中央街）に移転。
- 1955年（昭和30年） - 熊本県上益城郡益城町寺迫に原料工場新設。
- 1965年（昭和40年） - 熊本県熊本市秋津町沼山津に工場移転。
- 1984年（昭和59年）6月 - 株式会社を設立し、株式会社千成堂河口商店とする。
- 1985年（昭和60年） - 大分営業所を大分県大分市大字上宗方字長ノ池に設立。
- 1990年（平成2年） - 大分営業所を大分県大分市東大道2丁目に移転。
- 1991年（平成3年） - 工場、熊本県熊本市桜木4丁目に町名変更。
- 1994年（平成6年） - 有限会社ナッツボーイ設立。
- 1996年（平成8年） - 工場を熊本県上益城郡益城町小池903に新設。
- 1998年（平成10年） - 株式会社千成堂河口商店を株式会社千成堂に社名変更し、ブランド名をセンナリドーにする。
- 2001年（平成13年） - 益城工場に物流倉庫を新設。
- 2002年（平成14年） - 大分営業所を大分県大分市萩原4丁目に移転。
- 2002年（平成14年） - 福岡営業所を福岡県糟屋郡久山町に新設。
- 2004年（平成16年） - 東京事務所を東京都台東区雷門に新設。
- 2004年（平成16年） - 本社を熊本県上益城郡益城町小池に変更。
- 2005年（平成17年） - 福岡営業所を福岡県福岡市南区中尾に移転。
- 2005年（平成17年） - 有限会社東京木の実設立。
- 2007年（平成19年） - 大分営業所閉鎖。
- 2012年（平成24年） - 株式会社ミツヤ、株式会社福岡ミツヤ、株式会社千成堂の3社でミツヤグループとしてスタート。
- 2018年（平成30年） - 創業70周年記念式典を挙行。
- 2019年（令和元年） - JFS-B規格適合証明書取得。
- 2020年（令和2年） - ブランドロゴをリニューアル。FSSC22000 認証取得。

## 主な商品
- グリーンスナックピスタチオ
- グリーンスナックピスタチオ わさび味
- カシューナゲット
- 抹茶アーモンド
- ミルクアーモンド
- あまおう苺アーモンド
- 抹茶大豆ときなこ大豆
- カシューナッツカレー味
- 雀の卵
- きなこ大豆
- 海鮮豆シリーズ
- スリムアーモンド
- 甘口醤油カシュー

## その他
- NFLのピッツバーグ・スティーラーズのジェームズ・ハリソンはグリーンスナックピスタチオわさび味の大ファンである。
- 豆菓子類の大きな袋の中に入っている、小袋の三角パックのピロー包装を、全国で初めて取り入れて世に送り出した企業[1]。